# Lagrâce-Dieu
Lagrâce-Dieu este o comună în departamentul Haute-Garonne din sudul Franței. În 2009 avea o populație de 433 de locuitori.

## Evoluția populației
| An        | 1975 | 1982 | 1990 | 1999 | 2006 | 2009 |
| --------- | ---- | ---- | ---- | ---- | ---- | ---- |
| Populație | 207  | 201  | 247  | 269  | 361  | 433  |